# 卡尔塔武图罗战役
卡尔塔武图罗战役是发生于881或882年拜占庭帝国与阿格拉布王朝之间的战役，该战役是拜占庭帝国的一次重大胜利，尽管它并未逆转穆斯林对西西里的征服。
880年，在海军将领纳萨尔（Nasar）领导下取得的一系列胜利使得拜占庭皇帝巴西尔一世（Basil I）得以设想在南意大利及西西里对阿格拉布王朝展开反攻。但在西西里岛，阿格拉布王朝仍然占据上风：881年春，阿格拉布总督及将领哈桑·伊本·阿巴斯（Al-Hasan ibn al-Abbas）突袭了拜占庭在西西里的剩余领土，在此过程中于陶尔米纳附近打败了拜占庭在当地的指挥官巴尔萨基奥斯（Barsakios）。
然而在次年，伊斯兰历268年（公元881-882年），根据12世纪阿拉伯史学家伊本·艾西尔（Ali ibn al-Athir）的《历史大全》记载（第七卷，第370页），拜占庭人进行了复仇，彻底摧毁了阿布·萨乌尔（Abu Thawr）领导的阿格拉布王朝军队，据记载只有7人在战役中幸存。获得胜利的拜占庭将领被现代历史学家确认为莫西里克（Mosilikes），他在880年代早期曾在该地区服役。根据君士坦丁堡普世牧首圣依纳爵（St. Ignatius）的圣徒传记，将领在战斗中召唤牧首，他便乘着一匹白马浮空出现在他面前，建议他朝向右侧发动进攻。莫西里克遵从了这一建议并获得了胜利。这场战役成为了当地地名的来源：12世纪地理学家穆罕默德·伊德里西（Muhammad al-Idrisi）记载道“Qalʿat Abī Thawr”（意为“阿布·萨乌尔的城堡”），这成为了这座城市现代名称的起源，最终演变为卡尔塔武图罗（Caltavuturo）。
接下来的几年中，穆斯林对拜占庭在西西里的领地接连发动了几次突袭：883年对卡塔尼亚、陶尔米纳以及“国王之城”（可能是波利齐杰内罗萨）；884年对罗梅塔和卡塔尼亚；885年对卡塔尼亚和陶尔米纳。这些远征是成功的，因他们获得了足够多的的战利品或贡品来支付军队，但并未占领任何拜占庭在当地的要塞。